# Miltochrista nigrocincta
Miltochrista nigrocincta är en fjärilsart som beskrevs av Pieter Cornelius Tobias Snellen 1879. Miltochrista nigrocincta ingår i släktet Miltochrista och familjen björnspinnare. Inga underarter finns listade i Catalogue of Life.